# 祖母细胞
祖母细胞是神经生物学家杰罗姆·莱特文提出的的一种假设，指在人脑中存在一个或一组神经细胞，当某些特定的概念如你的祖母头像出现时，这个或这组细胞就会激活。这里所指的概念并不仅限于人。
关于人类大脑是如何记忆和回想一个个概念，至今神经科学界一直没有定论。在这个问题上主要有两种观点。一种观点认为大脑内数百亿个神经元会共同作用，同时对单个的概念进行编码，这种情况下无法将单个概念编码到某些神经元中，必须依赖于整体神经元的协作。另一种观点认为大脑内某个或者某些神经元负责对单个概念进行编码。二十世纪六十年代是，美国神经学家杰罗姆·莱特文将后者命名为祖母细胞理论，意思是说大脑有神经元专门负责辨认家庭成员，当你失去负责对祖母编码的神经元时，可能就认不出祖母来了。

## 支持
2005年，加州大学洛杉矶分校和加州理工學院的研究者发现，大脑中有些神经元会选择性地针对比尔·克林顿和詹妮弗·安妮斯顿做出反应。实验中发现，对荷莉·贝瑞不光对她的照片有反应，而且对这个名字本身也会反应，而同时却对其他80多张动物、建筑物、不同人的照片都没有反应。

## 反对
祖母细胞理论并不被广泛接受。很多神经学家认为神经元并行编码理论更为可信。